# 周汝器
周汝器（1515年—？），字子才，河南汝寧府信陽州羅山縣人，民籍，明朝政治人物。同進士出身。

## 生平
嘉靖二十八年（1549年）己酉科河南鄉試第四十六名舉人。嘉靖二十九年（1550年）中式庚戌科會試第三十名，登第三甲第一百一十五名進士。

## 家族
曾祖周通；祖父周孟憲，壽官；父周濟，母彭氏。永感下。